# HD 49674 b
HD 49674 b是一顆距離地球約134光年的系外行星，位於御夫座，母恆星是 HD 49674。該行星發現於2002年，是距離母恆星非常近的氣體巨行星，公轉週期只有4.95日。

## 外部連結
- . The Extrasolar Planets Encyclopaedia.   [2008-08-23]. （原始内容存档于2012-06-02）.
- . Exoplanets.   [2008-08-23]. （原始内容存档于2009-11-25）.
- Sky Map